# Festuca multinodis
Festuca multinodis är en gräsart som beskrevs av Donald Petrie och Eduard Hackel. Festuca multinodis ingår i släktet svinglar, och familjen gräs. Inga underarter finns listade i Catalogue of Life.